# Bretteville-sur-Odon
Bretteville-sur-Odon település Franciaországban, Calvados megyében. Lakosainak száma 4392 fő (2022. január 1.). Bretteville-sur-Odon Caen, Carpiquet, Éterville, Louvigny és Verson községekkel határos.

## Népesség
A település népességének változása:
| Lakosok száma | 2182 | 3326 | 3623 | 4159 | 3894 | 3823 | 3833 | 4005 | 4069 | 4392 |
|               | 1968 | 1982 | 1990 | 2006 | 2013 | 2015 | 2017 | 2019 | 2020 | 2022 |